# Borne seigneuriale de Saclas
La Borne seigneuriale est un monument situé à Saclas, en France.

## Description
Le monument est conservé à Saclas, lieudit la Pièce de la Borne à la Calande.

## Historique
La borne est datée du dernier quart du XVIe siècle.
Le monument est classé au titre des monuments historiques depuis le 13 septembre 1920.